# Anunciação (canção)
"Anunciação" é a segunda música do LP Anjo Avesso, de Alceu Valença, lançado pela Ariola Discos / Polygram no formato vinil. O disco foi lançado no Brasil em 1983. A música teve uma grande recepção e tocou diversas vezes na rádio, e sendo muito usando em hino de torcidas de futebol. As interpretações variam de misticismo a fim da ditadura. "Anunciação" já foi entendida como a chegada de um filho, a democracia, o amado ou imagens religiosas.

## Composição
“Comecei a compor ela com uma flauta que eu comprei em Porto Alegre de um hippie malucão. Eu aprendi a tocar sozinho, era uma flauta transversal. Na minha casa, em Olinda, eu começava a andar pela rua. Aí, olhei o Mosteiro de São Bento perto de casa, tocando pela rua. Fui no quintal e ela (namorada de Alceu na época) disse que a música era linda. Eu perguntei qual e ela disse a que eu estava tocando. Aí, eu peguei e escrevi na hora. Se ela não tivesse me dito que era bonita, eu tinha perdido a música”.

## Remix
Pela primeira vez, Alceu Valença autorizou o uso de sua voz e o remix de uma de suas músicas. O DJ pernambucano Jopin foi o responsável pela conquista. A música "Anunciação" ganhou batidas eletrônicas modernas com o remix de Jopin gravado nos estúdios Somax, no Recife, em 2018.
Fã assumido de Alceu Valença e da sua música, Jopin percebeu a compatibilidade da canção com a pegada do eletrônico ao tocar o hit no violão. Não demorou muito para entrar em contato com o produtor e empresário de Alceu, que aceitou a inovação e autorizou o processo de criação. "Há muitos anos, eu sou fã de Alceu Valença, que é daqui de Pernambuco, como eu. Gosto muito dessa música. Um dia, tocando ela no violão, vi que poderia ficar bem legal num arranjo no meu estilo. Mostrei a ideia pro Alceu e fiquei muito feliz que ele gostou e decidiu gravar", declarou Jopin, em contato com a Phouse.